# Annette, ein Heldinnenepos
Annette, ein Heldinnenepos ist der Titel eines im Jahr 2020 im Verlag Matthes & Seitz Berlin erschienenen teilweise biographischen, als Epos angelegten Romans der deutschen Schriftstellerin Anne Weber. Die Autorin behandelt darin das Leben von Anne Beaumanoir. Das Buch wurde mit dem Deutschen Buchpreis des Börsenvereins des Deutschen Buchhandels als bester deutschsprachiger Roman des Jahres 2020 ausgezeichnet.

## Inhalt

### Handlung
Die Handlung ist angelehnt an das Leben der Anne Beaumanoir (1923–2022), einer französischen Kämpferin der Résistance, Retterin von Juden und Medizinerin. Im Roman wird die Heldin Annette genannt.
Annette, geboren Anfang der 1920er Jahre in der Bretagne, Kind einer Arbeiterfamilie, ist Medizinstudentin – und Mitglied der Résistance, des französischen Widerstands gegen den Nationalsozialismus sowie die mit der deutschen Besatzungsmacht kollaborierenden inländischen Institutionen und Bevölkerungsgruppen. Sie tätigt zunächst Botengänge, möchte sich aber gern viel intensiver engagieren und will eine jüdische Familie, die von Deportation bedroht ist, verstecken, was ihr nur teilweise gelingt.
Nach dem Ende der Besatzung, nach einer kurzen euphorischen Phase, wird Annette jedoch bewusst, dass es auch im befreiten Frankreich einiges gibt, was bekämpft werden muss.
Sie heiratet Joseph, mit dem sie zwei Kinder hat, und arbeitet als Medizinerin. Anfang der 1950er Jahre beginnt der Algerienkrieg in Frankreichs Kolonie. Angeworben von der Nationalen Befreiungsfront, wird sie wieder im politischen Untergrund, im Widerstand aktiv.

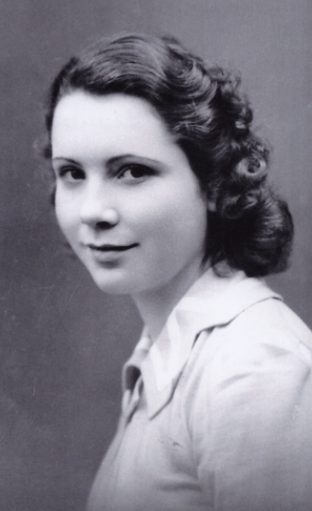
Anne Beaumanoir, um 1940

## Reale Hintergründe
Anne Beaumanoir (1923–2022), die als Vorbild der titelgebenden Figur Annette diente, war eine französische Medizinerin (Neurologin, klinische Neurophysiologin und Epileptologin). Beaumanoir war während des Zweiten Weltkriegs eine militante Kommunistin und kämpfte in der Résistance. Sie rettete im besetzten Frankreich Juden vor dem Tod, wofür sie, gemeinsam mit ihren Eltern, von Yad Vashem den Ehrentitel Gerechte unter den Völkern erhielt. Wegen ihrer Unterstützung der Nationalen Befreiungsfront Algeriens im Algerienkrieg wurde sie im Jahr 1959 zu zehn Jahren Gefängnis verurteilt. Sie engagierte sich bis zuletzt mit Vorträgen gegen Nationalismus, Rassismus und religiösen Fanatismus. Über ihr Leben schrieb sie eine zweibändige Autobiographie.

## Form

### Aufbau
Anne Weber stellt das Leben ihrer „Heldin“ chronologisch dar. Dabei bedient sie sich bewusst des mit zeitlichem Abstand zu den Ereignissen der 1940er und 1950er Jahre vorhandenen Wissens.

### Erzählform
Anne Weber wählte für ihren Roman die Form des Epos, was sich auch im Buchtitel niederschlägt. Erzählt wird eine Art Biographie oder Hommage der real existierenden Anne Beaumanoir in Versform, ohne Reime und ohne Blocksatz.

## Rezeption
Der Roman erschien 2020 im Verlag Matthes & Seitz Berlin. Das Buch wurde von Literaturkritikern positiv bewertet.
Bereits ein paar Tage nach dem Erscheinen des Romans wurde er im Deutschlandfunk Kultur von Carolin Fischer besprochen, die von einem gelungenen Experiment sprach. Joseph Hanimann schrieb im April 2020 in der Süddeutschen Zeitung, einen Roman über Anne Beaumanoir zu verfassen sei mutig – und brillant ausgeführt. In der Frankfurter Allgemeinen Zeitung meint Jörg Plath, dass Anne Weber sowohl die Form des Epos als auch die der Hagiografie unterlaufe und bescheinigt ihr, mit form- und sprachspielerischer Raffinesse der Mythisierung die Ironisierung gegenüber zu stellen. In einem Artikel im Oktober 2020 zur Nominierung für den Buchpreis schreibt Judith von Sternburg für die Frankfurter Rundschau, die Nominierung für den Buchpreis sei würdig.

## Ehrungen

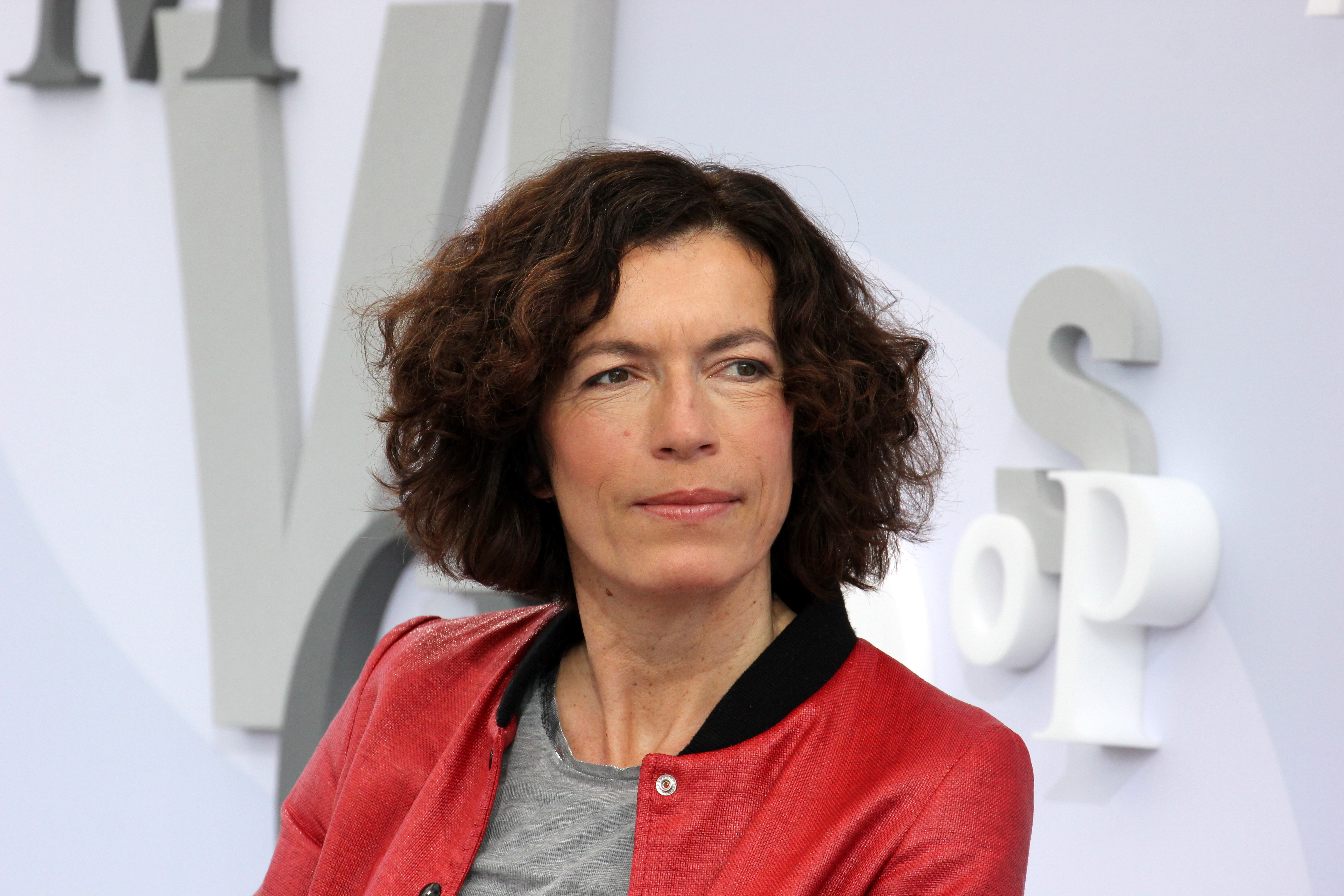
Anne Weber auf der Leipziger Buchmesse im Jahr 2017

Der Roman wurde mit dem Deutschen Buchpreis 2020 ausgezeichnet.

### Verleihung des Deutschen Buchpreises
Die Jury begründete die Vergabe wie folgt:

„Die Kraft von Anne Webers Erzählung kann sich mit der Kraft ihrer Heldin messen: Es ist atemberaubend, wie frisch hier die alte Form des Epos klingt und mit welcher Leichtigkeit Weber die Lebensgeschichte der französischen Widerstandskämpferin Anne Beaumanoir zu einem Roman über Mut, Widerstandskraft und den Kampf um Freiheit verdichtet. "Annette, ein Heldinnenepos" ist eine Geschichte voller Härten, die Weber aber mit souveräner Dezenz und feiner Ironie erzählt. Dabei geht es um nichts weniger als die deutsch-französische Geschichte als eine der Grundlagen unseres heutigen Europas. Wir sind dankbar, dass Anne Weber Annette für uns entdeckt hat und von ihr erzählt.“

## Ausgaben
Die erste, gebundene Ausgabe von Annette, ein Heldinnenepos erschien am 28. Februar 2020 im Verlag Matthes & Seitz Berlin.
- Annette, ein Heldinnenepos, Matthes & Seitz Berlin, 2020, ISBN 978-3-95757-845-7

## Hörbücher
- Annette, ein Heldinnenepos ungekürzte Lesung von Christina Puciata, Audiobuch, 2020, ISBN 9783958626997